# 中二美夫
中 二美夫（あたる ふみお）は、漫画『ドカベン』に登場する架空の人物。アニメ版の声優は田中亮一→田中崇。

## 人物
- 栃木県・江川学院のエース。左投左打。
- キレのある速球と、抜群のコントロールを武器とする。緒方勉に匹敵すると言われるほどのフォークボールも持つ。
- 高校名と名前の由来は、元・作新学院の江川卓、江川の父親・江川二美夫、江川の弟・江川中。

## 経歴

### 高校時代
- 2年春の甲子園に出場[1]。七色の変化球を持つエース・大橋[2]がいたために控え投手だったが、大橋が登板回避した二回戦でノーヒットノーランを達成。
- その後、準々決勝で明訓高校と対戦。山田との対戦が注目されたが、5打席全てで敬遠を行い、大ブーイングを買った。特に8回の第4打席には、1点リードで満塁であるにもかかわらず、押し出しの敬遠を選ぶという不可解さもあった。実はこの時、中は肩を痛めており、この状態では山田に打たれると考えたため、苦渋の決断として敬遠を選んだということが後日判明している。この試合、1番に入りプレーボールホームランを放つものの、延長12回裏、殿馬の秘打「回転木馬」でサヨナラ負けを喫した。ちなみに、後に現実の高校野球でも、松井秀喜が5打席連続敬遠されている。
- 春の甲子園後、母親の入院費を稼ぐために無理なバイトを行い、肩の故障が悪化してしまうが、控え投手の奮闘で夏も甲子園に出場する。本人は肩の治療を諦めていたが、弁慶高校の武蔵坊の神通力によって肩が上がるようになった。初戦となった2回戦はスミ1で辛勝した。弁慶高が3回戦で通天閣高に敗れた直後の実況で「東日本勢は甲府学院を除いて総倒れになった」との発言がある事から、3回戦で敗退したと推測される。
- 秋の県大会では優勝。関東大会では二回戦で仁又四郎のいる下尾高校に惜敗した。
- 3年夏の甲子園では、一回戦で自らのホームランでサヨナラ勝ち。二回戦で中西球道率いる青田高校と対戦し、善戦するも最後の打者として三振し3対4で敗退。

### プロ時代
- 1995年、ヤクルトスワローズに入団。主にセットアッパーとして活躍する。
- 西武に入団した山田とは1年目のオールスターで初対戦し、同じヤクルトの古田敦也と組んで2ストライクまで追い込むものの、センターオーバーのヒットを打たれた。ちなみに、この時はセンター・飯田哲也の好返球と山田の鈍足もあり、二塁打のはずが二塁タッチアウトで記録シングルヒットに終わる。
- 2004年、四国アイアンドッグスにFA移籍。作中では全く出番が無いため、先発かリリーフかも不明。
- プロ入り以降、セ・リーグ所属だったこともあり、プレイしている場面はほとんど描かれていない。西武との対戦となった1997年の日本シリーズでも、第7戦にブルペンで準備する様子のみだった。オールスターにもヤクルト時代はほぼ毎年選ばれていたが、ブルペンで土門、影丸、犬神と会話する場面がほとんどだった。

## 球種
ストレート
描写されている中では、最速145キロ。
フォーク
緒方勉のフォークに匹敵すると言われる。
カーブ
高速スライダー

## 背番号
- 01（1995年 - 2003年）
- 15（2004年 - ）